# Trofeo europeo femminile FIRA 2013
Il Trofeo europeo femminile FIRA 2013 fu il 18º trofeo di rugby a 15 femminile assoluto e servì come ultimo turno di qualificazioni euro-oceaniane alla Coppa del Mondo di rugby femminile 2014.
Esso si tenne a Madrid (Spagna) dal 19 al 27 aprile 2013 ed espresse le due squadre da qualificare alla massima rassegna mondiale.
Al torneo, organizzato da FIRA — Associazione Europea di Rugby, fu aggregata l’oceaniana Samoa, che così contese un posto a una delle europee in lizza.
Le partecipanti dall’Europa furono le due finaliste della seconda divisione del campionato europeo 2012 (Svezia e Paesi Bassi), le due peggiori classificate della classifica aggregata dei Sei Nazioni 2012 e 2013 (Italia e Scozia) e la finalista del campionato europeo 2012 (Spagna) essendo la vincitrice, l’Inghilterra, già qualificata.
Il trofeo fu vinto dalla Spagna mentre la seconda classificata fu Samoa.
Tali due squadre si qualificarono alla Coppa del Mondo dell’anno successivo in Francia.
Le spagnole vinsero la qualificazione proprio all’ultima giornata battendo 38-7 l’Italia che le appaiava in testa alla classifica provvisoria.

## Formula
Il torneo si basò su una formula insolita: le sei squadre furono divise in due gruppi paritetici da tre squadre ciascuno, ma all'interno di ciascuno di essi le squadre non si sarebbero incontrate; esse avrebbero incontrato altresì tre incontri, uno ciascuno contro le tre squadre del gruppo al quale non appartenevano.
La classifica finale sarebbe stata aggregata tra tutte e sei le squadre, e le migliori due avrebbero acceduto alla qualificazione.
Il punteggio adottato fu quello dell’Emisfero Sud, quindi 4 punti per la vittoria, 2 per il pareggio, 0 per la sconfitta più gli eventuali bonus per quattro mete realizzate e/o la sconfitta con sette o meno punti di scarto.

## Squadre partecipanti
| Gruppo A | Gruppo A    | Gruppo A                                                  |
| Posiz.   | Squadra     | Note                                                      |
| -------- | ----------- | --------------------------------------------------------- |
| 1        | Italia      | 5ª classifica aggregata Sei Nazioni femminili 2012 e 2013 |
| 4        | Svezia      | Vincitrice pool B campionato europeo 2012                 |
| 5        | Paesi Bassi | Finalista pool B campionato europeo 2012                  |
| Gruppo B |             |                                                           |
| Posiz.   | Squadra     | Note                                                      |
| 2        | Scozia      | 6ª classifica aggregata Sei Nazioni femminili 2012 e 2013 |
| 3        | Spagna      | 2º campionato europeo 2012                                |
| 6        | Samoa       | Aggregata dalle qualificazioni oceaniane                  |

## Risultati

### 1ª giornata
| Arbitro: | Andrew Jackson |

| |      |                                        |
| Barattin 16’ Este 20’ Furlan 26’ Severin 32’, 38’, 45’ tecnica 43’ Sillari 51’ Zublena 57’ Veronica Schiavon 68’ | mt   | 64’, 77’ Pulumu 73’ Taiao 80’ Leaupepe |
| Veronica Schiavon 16’, 26’, 43’, 45’, 51’, 57’                                                                   | tr   | 80’ K. Leota                           |
| Veronica Schiavon 24’                                                                                            | c.p. |                                        |

| Arbitro: | Maxime Chalon |

|                 |    |                                                     |
| Nieuwenhuis 22’ | mt | 7’, 43’ Gaffney 28’ Dixon 66’ S. Brown 78’ Griffith |
| Wiri 22’        | tr | 66’, 78’ Inglis                                     |

| Arbitro: | Nigel Correl |

|  |    | |
|  | mt | 13’, 34’ Esbrí 15’ Bravo 21’ E. Martínez 38’ Aigneren 45’ P. García 58’ R. García 63’ Redondo 67’ J. Plà |
|  | tr | 13’, 15’, 45’, 58’, 67’ P. García                                                                        |

### 2ª giornata
| Arbitro: | Maxime Chalon |

|                                 |      |               |
| Furlan 39’, 42’ Barattin 62’    | mt   |               |
| Veronica Schiavon 39’, 42’, 62’ | tr   |               |
| Veronica Schiavon 15’, 51’      | c.p. | 30’ Dalgliesh |

| Arbitro: | Pedro Munirello |

|  |    |                                                             |
|  | mt | 10’, 54’ M. Leota 15’ Taala 31’ Heuller 34’ Faitala-Mariner |
|  | tr | 15’, 31’ Sao Taliu                                          |

| Arbitro: | Nigel Correl |

|  |    | |
|  | mt | 6’ E. Martínez 11’ B. Plà 16’, 69’ Bravo 19’ P. García 21’, 79’ Ribera 34’, 43’, 73’ J. Plá 48’ Redondo 63’ Casado |
|  | tr | 11’, 16’, 19’, 21’, 34’, 43’ P. García 48’, 73’, 79’ I. Schiavón                                                   |

### 3ª giornata
| Arbitro: | Andrew Jackson |

|                |      |                                                                                               |
| Johansson 13’  | mt   | 7’, 37’, 70’ Gaffney 24’, 49’ Sergeant 28’, 80+4’, 80+7’ Griffith 33’, 77’ S. Brown 67’ Green |
|                | tr   | 28’ Law 77’, 80+4’, 80+8’ Dalgliesh                                                           |
| Skagerlind 27’ | c.p. |                                                                                               |

| Arbitro: | Nigel Correll |

|                        |    |                                               |
| Mavroudis 65’ Wiri 75’ | mt | 13’ Tafa 18’ Laupepe 27’ Pulumu 32’, 58’ Iopu |
| Wiri 65’, 75’          | tr | 13’, 18’, 32’ Taliu 58’ K. Leota              |

| Arbitro: | Maxine Charlon |

|                       |      |                                                          |
| Gaudino 69’           | mt   | 4’ Esbrí 9’ Bravo 25’ Aigneren 43’ tecnica 64’ P. García |
| Veronica Schiavon 69’ | tr   | 9’, 43’ P. García                                        |
|                       | c.p. | 16’, 20’, 79’ P. García                                  |

## Classifica combinata
|   | Squadra     | G | V | N | P | P+  | P-  | P±   | B | PT |
| - | ----------- | - | - | - | - | --- | --- | ---- | - | -- |
| 1 | Spagna      | 3 | 3 | 0 | 0 | 171 | 7   | +164 | 3 | 15 |
| 2 | Samoa       | 3 | 2 | 0 | 1 | 84  | 79  | +5   | 3 | 11 |
| 3 | Scozia      | 3 | 2 | 0 | 1 | 95  | 42  | +53  | 2 | 10 |
| 4 | Italia      | 3 | 2 | 0 | 1 | 99  | 63  | +36  | 1 | 9  |
| 5 | Paesi Bassi | 3 | 0 | 0 | 3 | 21  | 140 | -119 | 0 | 0  |
| 6 | Svezia      | 3 | 0 | 0 | 3 | 8   | 147 | -139 | 0 | 0  |